# 포드 익스플로러 폴리스 인터셉터 유틸리티
포드 익스플로러 폴리스 인터셉터 유틸리티(영어:Ford Explorer Police Interceptor Utility)는 미국의 자동차 회사인 포드에서 만드는 경찰 및 관공서용의 SUV이다. 포드 익스플로러를 모체로 하여 만들어졌다.

## 설명
포드 익스플로러 폴리스 인터셉터 유틸리티는 FPIU라고도 불린다. 2012년에 포드 토러스 폴리스 인터셉터 세단과 같이 출시되었다. 민수용으로 주로 판매되는 일반 포드 익스플로러의 파생형이지만 포드사에서는 포드 익스플로러와 별개의 차종으로 구분하며 포드 토러스 폴리스 인터셉터 세단과 포드 익스페디션 SSV, 포드 F-150 폴리스 리스폰더와 더불어 경찰 및 관공서용으로만 판매되고 있다. 포드 토러스 폴리스 인터셉터 세단이 단종되고 그 후속 차종으로 나온 포드 퓨전 폴리스 리스폰더마저 단종된 이후로 포드사의 경찰차 사양인 차종 중에선 가장 잘 팔리는 차종으로 포드 토러스 폴리스 인터셉터 세단이 본래 포드 크라운 빅토리아 폴리스 인터셉터의 후계자지만 사실상 이차량이 포드 크라운 빅토리아 폴리스 인터셉터의 후계자 자리를 차지하고 있다. 2020년대를 이후로 포드 크라운 빅토리아 폴리스 인터셉터가 서서히 은퇴하는 빈자리는 이차량이 차지하고 있으며 많은 미국 경찰관이 만족하고 자신의 애마로 사용하며 포드 크라운 빅토리아 폴리스 인터셉터가 가진 미국 공권력의 상징 자리까지도 이차량이 물려받고 있다. 그래서 현재 제2의 크라운 빅토리아라는 위상을 현재 이차량이 차지하고 있으며 대형 미국 경찰국들뿐만 아니라 일반적인 중소 지방들의 미국 경찰들에서도 이차량은 무조건 1대씩은 가지고 있다고 봐도 무방할만큼 보급이 많이 되어 있다. 포드 익스플로러 폴리스 인터셉터 유틸리티는 미국의 경찰차 시장에서 가장 잘팔리는 차종이기도 하다.

## 같이 보기
- 포드
- 포드 익스플로러
- 경찰차
- 미국 경찰

]